# 斯泰特利鎮區 (明尼蘇達州布朗縣)
斯泰特利鎮區（英語：Stately Township）是位於美國明尼蘇達州布朗縣的一個行政鎮區。

## 地方資料
斯泰特利鎮區的面積為93.40平方千米，當中陸地面積為93.20平方千米，而水域面積為0.20平方千米。根據2020年美國人口普查的數據，當地共有人口174人，而人口密度為每平方千米1.86人。